# كأس البرتغال 1923–24
كأس البرتغال 1923–24 (بالبرتغالية: Campeonato de Portugal de 1923–24‏) هو الموسم 3 من كأس البرتغال. أقيم خلال الفترة 18 مايو 1924 وحتى 8 يونيو 1924، وكان عدد الأندية المشاركة فيه 9، وفاز فيه نادي أولهانينسي.